# Mirosław Gersdorf

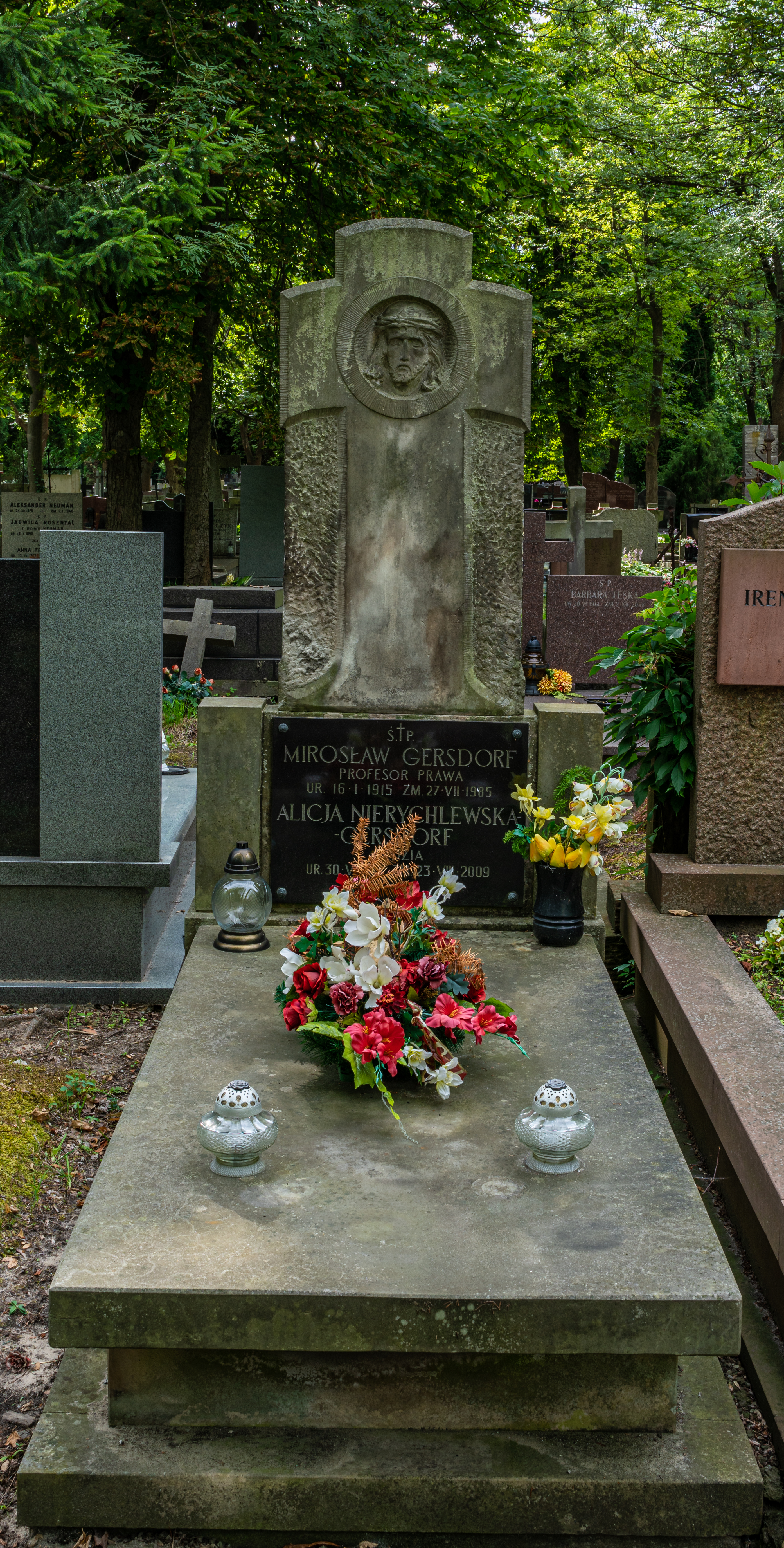
Grób Mirosława Gersdorfa na cmentarzu Powązkowskim

Mirosław Gersdorf (ur. 16 stycznia 1915, zm. 27 lipca 1985) – polski prawnik, profesor specjalizujący się w zakresie prawa spółdzielczego, jeden z głównych twórców prawa spółdzielczego w Polsce po II wojnie światowej. Profesor Spółdzielczego Instytutu Badawczego.

## Życiorys
W 1969 na Uniwersytecie Łódzkim uzyskał stopień naukowy doktora. Stopień naukowy doktora habilitowanego nadano mu w 1977 na Uniwersytecie Marii Curie Skłodowskiej w Lublinie. Tytuł profesora nadzwyczajnego uzyskał w 1980. Został profesorem Spółdzielczego Instytutu Badawczego.
Był czołowym twórcą przepisów polskiego prawa spółdzielczego uchwalonych w 1961 i 1982.
Jego żoną była Alicja Nierychlewska-Gersdorf, zatrudniona w Sądzie Wojewódzkim w Warszawie i od 1980 w Sądzie Najwyższym. Z tego związku urodziła się Małgorzata Gersdorf, profesor nauk prawnych i Pierwszy Prezes Sądu Najwyższego w latach 2014–2020.
Został pochowany na cmentarzu Powązkowskim w Warszawie (kwatera 119-3-23).